# Spectrum Microengenho II
O Microengenho foi um clone brasileiros do Apple IIe, produzido pela empresa paulista Spectrum a partir de 1983. Sucedeu ao Microengenho I e era de construção modular, com um design muito semelhante ao do IBM PC. Foi sucedido pelo Spectrum ED.

## Características
- Teclado: mecânico, 80 teclas autorrepetitivas, com teclado numérico reduzido e caracteres acentuados da língua portuguesa
- Display:
  - 24 X 40 texto
  - 24 X 80 texto (com placa de 80 colunas)
  - 40 X 48 com 16 cores
  - 280 X 192 com seis cores
- Expansão:
  - 8 slots internos
- Portas:
  - 1 saída para monitor de vídeo
  - 1 saída para televisor PAL-M
- Armazenamento:
  - Gravador de cassetes a 1500 bauds
  - Drive de disquete externo de 5 1/4" (face simples, 143 Kb, até duas unidades)
- Som:
  - Alto-falante interno